# Liste der Brücken über den Aabach
Die Liste der Brücken über den Aabach enthält die Brücken des Aabachs im Seetal in den Schweizer Kantonen Luzern und Aargau.
Der oberste Abschnitt des eigentlichen hydrographischen Hauptstrangs im Seetal bis zum Baldeggersee wird üblicherweise nicht zum Verlauf des Aabachs gerechnet, als dessen Ursprung der Ausfluss aus dem Baldeggersee gilt. Die Ron als Hauptzufluss zum Baldeggersee und theoretischer Oberlauf des Gewässerpfads wird ihrerseits ebenfalls von zahlreichen Brücken überspannt.

## Brückenliste
99 Brücken überspannen den Bach: 41 Strassenbrücken, 37 Fussgänger- und Velobrücken, 12 Gebäude-«Brücken», 6 Feldwegbrücken und 3 Eisenbahnbrücken.

### Luzerner Seetal
19 Übergänge überqueren den Bach unterhalb des Baldeggersees in Hitzkirch, Ermensee und Mosen.
| Bild | Name                                    | Ort       | Lage | Funktion                                                                    | Konstruktion  | Material | Länge in m | Höhe m ü. M. | Bemerkungen |
| ---- | --------------------------------------- | --------- | ---- | --------------------------------------------------------------------------- | ------------- | -------- | ---------- | ------------ | --- |
|      | BAFU-Steg                               | Hitzkirch |      | Fussgängerbrücke                                                            | Balkenbrücke  | Stahl    | 8          | 463          | Privater Übergang des Bundesamts für Umwelt mit abschliessbarem Tor. |
|      | Retschwilerstrasse-Brücke               | Hitzkirch |      | Strassenbrücke (zweispurig) mit Trottoir                                    | Balkenbrücke  | Beton    | 10         | 463          | Höchstgeschwindigkeit 50 km/h Veloland-Route 56 Seetal–Bözberg (Etappe 1 Luzern–Lenzburg) und Route 84 Mittelländer Hügelroute (Etappe 2 Sursee–Muri AG) Wanderweg Die BAFU hydrometrische Messstation Nr. 2416 Aabach – Hitzkirch, Richensee befindet sich flussabwärts auf der rechten Flussseite. Die erste Aabachbrücke begrenzt bei Richensee das Landschaftsschutzgebiet «Baldeggersee» des Bundesinventars der Landschaften und Naturdenkmäler von nationaler Bedeutung. Flussaufwärts befinden sich das national bedeutende Amphibienlaichgebiet Nordende Baldeggersee und das national bedeutende Flachmoorgebiet Seezopf/Seematt. |
|      | Brücke bei Allmend                      | Hitzkirch |      | Fussgängerbrücke                                                            | Balkenbrücke  | Beton    | 10         | 463          | |
|      | Brücke bei Bettene                      | Ermensee  |      | Feldwegbrücke                                                               | Balkenbrücke  | Beton    | 10         | 463          | |
|      | Steg bei Chriesbaumacher                | Ermensee  |      | Fussgängerbrücke                                                            | Balkenbrücke  | Holz     | 10         | 463          | Holzsteg beim Gebäude Richenseerstrasse 16. |
|      | Brücke bei Oberdorf                     | Ermensee  |      | Feldwegbrücke                                                               | Balkenbrücke  | Beton    | 8          | 463          | Privater Übergang auf dem Areal Richenseerstrasse 10. |
|      | Linde-Brücke                            | Ermensee  |      | Strassenbrücke (einspurig)                                                  | Balkenbrücke  | Beton    | 10         | 463          | Höchstgeschwindigkeit 30 km/h |
|      | Luzernerstrasse-Brücke                  | Ermensee  |      | Strassenbrücke (zweispurig) mit Trottoirs 16a                               | Bogenbrücke   | Stein    | 12         | 463          | Die schützenswerte Naturstein-Doppelbogenbrücke wurde 1850 erstellt. Höchstgeschwindigkeit 60 km/h ZVB-Busline N9 (Reinach–Beinwil am See–Ermensee–Hochdorf–Luzern) |
|      | Garageneinfahrt-Brücke                  | Ermensee  |      | Eingangsbrücke                                                              | Balkenbrücke  | Beton    | 6          | 462          | Die Brücke führt zur Garage des Wohngebäudes Aabachstrasse 2. Das Gebäude befindet sich auf einer Insel. |
|      | Brücke bei Aabachstrasse 2              | Ermensee  |      | Fussgängerbrücke                                                            | Balkenbrücke  | Beton    | 6          | 462          | Der Übergang führt zum Wohngebäude Aabachstrasse 2. Das Gebäude befindet sich auf einer Insel. |
|      | Schleifeweg 3-Gebäude                   | Ermensee  |      | Gebäude-«Brücke»                                                            | Bachdurchlass | Beton    | 10         | 462          | |
|      | Brücke bei Mühlestrasse                 | Ermensee  |      | Strassenbrücke (zweispurig)                                                 | Balkenbrücke  | Beton    | 20         | 461          | Höchstgeschwindigkeit 30 km/h Die Brücke überquert eine Insel. |
|      | Gebäude Wagenschopf (Mühlestrasse 21.2) | Ermensee  |      | Gebäude-«Brücke»                                                            | Bachdurchlass | Beton    | 10         | 461          | Das Gebäude Mühlestrasse 21.2 wurde 1967 erstellt. |
|      | Gebäude Untere Mühle (Mühlestrasse 21)  | Ermensee  |      | Gebäude-«Brücke»                                                            | Bachdurchlass | Beton    | 10         | 461          | Das schützenswerte Gebäude wurde 1801 erstellt. |
|      | SBB-Brücke                              | Ermensee  |      | Eisenbahnbrücke (eingleisig)                                                | Balkenbrücke  | Beton    | 12         | 458          | Höchstgeschwindigkeit 55 km/h Bahnstrecke Luzern–Lenzburg |
|      | Brücke beim Chrüzacher                  | Ermensee  |      | Feldwegbrücke                                                               | Balkenbrücke  | Beton    | 8          | 457          | |
|      | Brücke bei Bonacher                     | Mosen     |      | Feldwegbrücke                                                               | Balkenbrücke  | Beton    | 6          | 451          | |
|      | Aescherstrasse-Brücke                   | Mosen     |      | Strassenbrücke (zweispurig) mit abgetrenntem Trottoir und Rohrleitungen 366 | Balkenbrücke  | Beton    | 10         | 451          | Höchstgeschwindigkeit 50 km/h Wanderweg |
|      | Steg bei Wierematt                      | Mosen     |      | Fussgängerbrücke                                                            | Balkenbrücke  | Beton    | 8          | 449          | Allgemeines Fahrverbot Verbot für Tiere (Pferd) Wanderweg Flussabwärts befindet sich das national bedeutende Flachmoorgebiet Altmoos. |

Der Aabach durchfliesst den Hallwilersee und dessen Uferzone, ein Landschaftsschutzgebiet im Bundesinventar der Landschaften und Naturdenkmäler von nationaler Bedeutung (BLN).

### Oberes Aargauer Seetal
27 Übergänge überqueren den Bach von Seengen bis Egliswil.
| Bild | Name                                               | Ort             | Lage | Funktion                                                                        | Konstruktion             | Material                                 | Länge in m | Höhe m ü. M. | Bemerkungen |
| ---- | -------------------------------------------------- | --------------- | ---- | ------------------------------------------------------------------------------- | ------------------------ | ---------------------------------------- | ---------- | ------------ | --- |
|      | Schloss Hallwyl-Brücke                             | Seengen         |      | Eingangsbrücke                                                                  | Bogenbrücke              | Stein                                    | 10         | 450          | Übergang zur Vorderen Insel. Das Schloss Hallwyl ist öffentlich zugänglich. Flussaufwärts befindet sich das national bedeutende Amphibienlaichgebiet Moos und das national bedeutende Flachmoorgebiet Boniswiler-Seenger Ried. Das Boniswiler-Seenger Ried ist auch ein Smaragd-Gebiet.                         |
|      | Schloss Hallwyl-Steg (über den Schlossmühlekanal)  | Seengen         |      | Fussgängerbrücke                                                                | Balkenbrücke Zugbrücke   | Holz                                     | 9 3        | 450          | Die Hintere Insel ist über eine Balken- und Zugbrücke von der Vorderen Insel aus erreichbar. |
|      | Wehrsteg                                           | Seengen         |      | Werksteg                                                                        | Balkenbrücke             | Stahl                                    | 6          | 449          | |
|      | Wehrsteg (über den Schlossmühlekanal)              | Seengen         |      | Werksteg                                                                        | Balkenbrücke             | Stahl                                    | 8          | 449          | |
|      | Boniswilerstrasse-Brücke                           | Seengen         |      | Strassenbrücke (zweispurig) mit Trottoirs 291 251                               | Bogenbrücke              | Stein Beton                              | 40         | 448          | Die Kantonsstrasse wurde 1924 neu erstellt. Unter der modernen Fahrbahnplatte befinden sich zwei undatierte Steinbogenbrücken. Höchstgeschwindigkeit 60 km/h RBL-Buslinen 395 (Lenzburg–Teufental) und N90 (Lenzburg–Sarmenstorf) Wanderweg Das Bauwerk überquert auch den Schlossmühlekanal.                   |
|      | Schlossmühle-Brücke (über den Schlossmühlekanal)   | Seengen         |      | Strassenbrücke (einspurig)                                                      | Balkenbrücke             | Stahl                                    | 7          | 447          | Der Übergang führt zur schützenswerten Schlossmühle. |
|      | Steg bei Schlossmühle                              | Seengen         |      | Fussgänger- und Velobrücke                                                      | Balkenbrücke             | Holz                                     | 17         | 447          | Die Brücke wurde 1995 erstellt. Verbot für Motorwagen und Motorräder Veloland-Route 56 Seetal–Bözberg (Etappe 1 Luzern–Lenzburg) und Route 599 Herzschlaufe Seetal (Etappe 1 Eschenbach LU–Lenzburg) |
|      | Steg bei Schlossmühle (über den Schlossmühlekanal) | Seengen         |      | Fussgänger- und Velobrücke                                                      | Balkenbrücke             | Holz                                     | 12         | 447          | Die Brücke wurde 1995 erstellt. Verbot für Motorwagen und Motorräder Veloland-Route 56 Seetal–Bözberg (Etappe 1 Luzern–Lenzburg) und Route 599 Herzschlaufe Seetal (Etappe 1 Eschenbach LU–Lenzburg) |
|      | Seengerstrasse-Brücke                              | Hallwil         |      | Strassenbrücke (zweispurig)                                                     | Balkenbrücke             | Beton                                    | 7          | 444          | Veloland-Route 56 Seetal–Bözberg (Etappe 1 Luzern–Lenzburg) und Route 599 Herzschlaufe Seetal (Etappe 1 Eschenbach LU–Lenzburg) Zufahrt zur Kläranlage ARA Hallwilersee. 100 m flussaufwärts befindet sich die hydrometrische Messstation Nr. 347 des Kantons Aargau (BVU Departement Bau, Verkehr und Umwelt). |
|      | Haldenweg-Brücke                                   | Hallwil         |      | Feldwegbrücke mit Rohrleitung an der Brückenwand                                | Balkenbrücke             | Beton                                    | 8          | 442          | Wanderweg Zufahrt zur Waldhütte Hallwil. Unterhalb liegt das Aabach-Auengebiet des Auenschutzparks Aargau. |
|      | Wehrsteg                                           | Hallwil         |      | Fussgängerbrücke                                                                | Balkenbrücke             | Stahl                                    | 14         | 441          | Das Wehr wurde 2013 saniert und für Fische durchgängig gestaltet. Im Aabach-Auengebiet des Auenschutzparks Aargau. |
|      | Hallwilerstrasse-Brücke                            | Seon            |      | Strassenbrücke (einspurig) mit schmalen Trottoirs                               | Balkenbrücke             | Beton                                    | 10         | 440          | Wanderweg Im Aabach-Auengebiet des Auenschutzparks Aargau. |
|      | Jägersteg                                          | Seon            |      | Strassenbrücke (einspurig) mit schmalen Trottoirs                               | Balkenbrücke             | Beton                                    | 9          | 440          | Wanderweg Im Aabach-Auengebiet des Auenschutzparks Aargau. |
|      | Mühleweg-Brücke                                    | Seon            |      | Strassenbrücke (zweispurig)                                                     | Bogenbrücke              | Stein Beton                              | 9          | 439          | Die Steinbogenbrücke wurde 1835 erstellt. Höchstgeschwindigkeit 50 km/h |
|      | Steg bei Rüssgass                                  | Seon            |      | Fussgängerbrücke                                                                | Balkenbrücke             | Stahl                                    | 9          | 438          | |
|      | Reussgasse-Brücke                                  | Seon            |      | Strassenbrücke (einspurig) mit Trottoirs und Rohrleitungen unterhalb der Brücke | Bogenbrücke Balkenbrücke | Stein (Strassenbrücke) Stahl (Trottoirs) | 14         | 438          | Die Zweibogenbrücke wurde 1816 erstellt. Sie ersetzte den hölzernen Reussgasssteg. Die beidseitigen Trottoirs wurden später hinzugefügt. Vortritt vor dem Gegenverkehr (Fahrtrichtung West) Dem Gegenverkehr Vortritt lassen (Fahrtrichtung Ost) Höchstgeschwindigkeit 50 km/h                                  |
|      | Steg bei Geissmatt                                 | Seon            |      | Fussgängerbrücke                                                                | Balkenbrücke             | Stahl                                    | 13         | 437          | Verbot für Fahrräder und Motorfahrräder |
|      | Egliswilerstrasse-Brücke                           | Seon            |      | Strassenbrücke (zweispurig) mit abgetrenntem Trottoir 375                       | Bogenbrücke              | Stein Beton                              | 16         | 435          | Die Brücke wird 2024 ersetzt. Höchstgeschwindigkeit 50 km/h RBL-Buslinen 390 (Lenzburg–Teufental) und 395 (Lenzburg–Teufenthal) Wanderweg |
|      | Birchmattstrasse-Brücke                            | Seon            |      | Strassenbrücke (zweispurig)                                                     | Balkenbrücke             | Beton                                    | 10         | 433          | Höchstgeschwindigkeit 50 km/h |
|      | Wehrsteg                                           | Seon            |      | Fussgänger- und Velobrücke                                                      | Balkenbrücke             | Stahl                                    | 18         | 432          | Bauwerk überquert auch den Aabachkanal. |
|      | Neumatt-Brücke                                     | Seon – Egliswil |      | Strassenbrücke (zweispurig)                                                     | Balkenbrücke             | Beton                                    | 10         | 430          | Werkverkehr Auf der Brücke befindet sich ein privater Parkplatz. |
|      | Brücke bei Neumattweg                              | Seon – Egliswil |      | Gebäudeeinfahrt-Brücke (einspurig)                                              | Balkenbrücke             | Beton                                    | 10         | 430          | Auf der Brücke befinden sich drei private Parkplätze. |
|      | Werkstattgebäude (Oholten 16 Annex)                | Seon – Egliswil |      | Gebäude-«Brücke»                                                                | Bachdurchlass            | Beton                                    | 8          | 430          | Das Gebäude wurde 1973 erstellt. |
|      | Oholten-Übergang                                   | Seon – Egliswil |      | Strassenbrücke (zweispurig)                                                     | Bachdurchlass            | Beton                                    | 6          | 430          | |
|      | Webereistrasse-Übergang                            | Seon – Egliswil |      | Strassenbrücke (zweispurig)                                                     | Bachdurchlass            | Beton                                    | 6          | 430          | Wanderweg |
|      | Sigismühle-Brücke                                  | Seon – Egliswil |      | Feldwegbrücke                                                                   | Bogenbrücke              | Stein Beton                              | 11         | 423          | Wanderweg Metallpoller dient als Durchfahrtssperre. |
|      | Wehrsteg                                           | Seon – Egliswil |      | Fussgängerbrücke                                                                | Balkenbrücke             | Stahl                                    | 10         | 417          | Übergang ist nicht behindertengerecht (Treppen). |

### Lenzburg
29 Übergänge überqueren den Bach in Lenzburg.
| Bild | Name                               | Ort      | Lage | Funktion                                                                    | Konstruktion  | Material   | Länge in m | Höhe m ü. M. | Bemerkungen |
| ---- | ---------------------------------- | -------- | ---- | --------------------------------------------------------------------------- | ------------- | ---------- | ---------- | ------------ | --- |
|      | Aabachbrücke im Wyl                | Lenzburg |      | Strassenbrücke (einspurig)                                                  | Balkenbrücke  | Holz Beton | 10         | 406          | Die Brücke wurde 2002 erstellt. Verbot für Motorwagen und Motorräder: Ausgenommen Land- und Forstwirtschaft sowie Fahrzeuge des Bundes Vortritt vor dem Gegenverkehr (Fahrtrichtung Hauptstrasse 26) Dem Gegenverkehr Vortritt lassen (Fahrtrichtung Burghalde)                      |
|      | Fussgängersteg Wil                 | Lenzburg |      | Fussgängerbrücke (ehemalig)                                                 | Balkenbrücke  | Stahl      | 10         | 405          | Der ehemalige Stahlsteg von 1980 wurde 2021 zurückgebaut und ist 200 m flussabwärts neu erstellt worden. |
|      | Wil-Brücke                         | Lenzburg |      | Fussgängerbrücke                                                            | Balkenbrücke  | Holz       | 14         | 405          | Die Holzbrücke mit Gussasphalt-Fahrbahn wurde 2021 erstellt. |
|      | Schwimmbad-Brücke                  | Lenzburg |      | Fussgänger- und Velobrücke                                                  | Balkenbrücke  | Holz Stahl | 28         | 398          | Die Brücke wurde 1999 erstellt. |
|      | Brücke bei Bachstrasse             | Lenzburg |      | Fussgänger- und Velobrücke                                                  | Balkenbrücke  | Stahl Holz | 10         | 397          | Verbot für Motorwagen, Motorräder und Motorfahrräder |
|      | Steg bei Bachstrasse               | Lenzburg |      | Fussgängerbrücke                                                            | Balkenbrücke  | Holz       | 8          | 397          | Holzsteg ohne Geländer |
|      | Obere Mühle-Annex (Bachstrasse 40) | Lenzburg |      | Gebäude-«Brücke»                                                            | Bachdurchlass | Beton      | 8          | 397          | Die schützenswerte Obere Mühle wurde 1683 erstellt. Das Gebäude wurde nach einem Brand 1901 stark verändert wieder aufgebaut. Es wurde 1945 gesamtrenoviert. |
|      | Gebäude Bachstrasse 40.1           | Lenzburg |      | Gebäude-«Brücke»                                                            | Bachdurchlass | Beton      | 8          | 397          | Das Gebäude wurde 1944 erstellt. |
|      | Steg bei Bachstrasse               | Lenzburg |      | Fussgängerbrücke                                                            | Balkenbrücke  | Beton      | 11         | 395          | |
|      | Aavorstadt-Brücke                  | Lenzburg |      | Strassenbrücke (dreispurig)                                                 | Balkenbrücke  | Beton      | 15         | 395          | Die Brücke wurde 2005 erstellt. Höchstgeschwindigkeit 50 km/h RBL-Busline 391 (Lenzburg Dufourstrasse–Bahnhof Lenzburg–Schloss Lenzburg) |
|      | Steg bei Aavorstadt                | Lenzburg |      | Fussgängerbrücke                                                            | Balkenbrücke  | Beton      | 11         | 395          | |
|      | Schulhausweg-Brücke                | Lenzburg |      | Fussgängerbrücke                                                            | Balkenbrücke  | Beton      | 18         | 394          | |
|      | Angelrain-Brücke                   | Lenzburg |      | Strassenbrücke (dreispurig) 247                                             | Balkenbrücke  | Beton      | 40         | 393          | Die Brücke wurde 2004 erstellt. Höchstgeschwindigkeit 50 km/h |
|      | Mühlemattweg-Brücke                | Lenzburg |      | Fussgänger- und Velobrücke mit Fernwärmeleitung an der Brückenwand          | Balkenbrücke  | Beton      | 24         | 394          | Die Brücke wurde 2005 erstellt. Eine Fernwärmeleitung der SWL Energie AG überquert den Aabach bei der Brücke. Skatingland-Route 3 Mittelland Skate (Etappe 6 Brugg–Olten) Wanderweg                                                                                                  |
|      | Bahnhofstrasse-Brücke              | Lenzburg |      | Strassenbrücke (dreispurig) mit Trottoir                                    | Balkenbrücke  | Beton      | 20         | 393          | Die Brücke wurde 2000 erstellt. Die Bahnhofstrasse wird 2023 saniert. Höchstgeschwindigkeit 50 km/h Veloland-Route 34 Alter Bernerweg (Etappe 4 Zofingen (Oftringen)–Baden) und Route 599 Herzschlaufe Seetal (Etappe 2 Lenzburg–Eschenbach LU)                                      |
|      | Marktmattenstrasse-Brücke          | Lenzburg |      | Strassenbrücke (zweispurig) mit Trottoir und Rohrleitung an der Brückenwand | Balkenbrücke  | Beton      | 14         | 393          | Höchstgeschwindigkeit 30 km/h |
|      | Tunnel-Brücke                      | Lenzburg |      | Fussgänger- und Velobrücke                                                  | Balkenbrücke  | Stahl      | 60         | 393          | Brücke unterquert den Eisenbahn-Damm. |
|      | SBB-Übergang                       | Lenzburg |      | Eisenbahnbrücke (dreigleisig)                                               | Tunnel        | Beton      | 20         | 393          | Höchstgeschwindigkeit 130 km/h Durch den Tunnel unterhalb des Übergangs führt ein Velo-Fussweg. Bahnstrecken Lenzburg–Brugg, Lenzburg–Rotkreuz und Olten–Zürich |
|      | Aabachpark-Brücke                  | Lenzburg |      | Fussgänger- und Velobrücke                                                  | Balkenbrücke  | Beton      | 10         | 392          | Der trapezförmige Neubau wurde 2016/17 erstellt. Wanderweg Der Übergang verbindet den Dammweg mit dem Aabachpark. |
|      | Messstation-Steg                   | Lenzburg |      | Fussgängerbrücke                                                            | Balkenbrücke  | Stahl      | 10         | 392          | Hydrometrische Messstation Nr. 346 des Kantons Aargau (BVU Departement Bau, Verkehr und Umwelt). |
|      | Brücke bei Sägestrasse             | Lenzburg |      | Strassenbrücke (einspurig)                                                  | Balkenbrücke  | Stahl      | 9          | 391          | |
|      | Gebäude Sägestrasse 47.5           | Lenzburg |      | Gebäude-«Brücke»                                                            | Bachdurchlass | Beton      | 8          | 391          | Das Gebäude wurde 1944 erstellt. |
|      | Gebäude Sägestrasse 43.4           | Lenzburg |      | Gebäude-«Brücke»                                                            | Bachdurchlass | Beton      | 8          | 391          | Das Gebäude wurde 1942 erstellt. |
|      | Brücke bei Sägestrasse             | Lenzburg |      | Strassenbrücke (zweispurig)                                                 | Balkenbrücke  | Stahl      | 7          | 390          | |
|      | Sägestrasse-Brücke                 | Lenzburg |      | Strassenbrücke (zweispurig) mit Trottoirs                                   | Balkenbrücke  | Beton      | 10         | 390          | Höchstgeschwindigkeit 50 km/h |
|      | Ungeligraben-Brücke                | Lenzburg |      | Fussgängerbrücke                                                            | Balkenbrücke  | Stahl      | 10         | 389          | |
|      | Gebäude Sägestrasse 22             | Lenzburg |      | Gebäude-«Brücke»                                                            | Bachdurchlass | Beton      | 8          | 389          | Das Gebäude wurde vor 1919 erstellt. |
|      | Ungeligraben-Brücke                | Lenzburg |      | Fussgängerbrücke                                                            | Balkenbrücke  | Stahl      | 20         | 388          | |
|      | Alte Seetalbahn-Brücke             | Lenzburg |      | Fussgänger- und Velobrücke (ehemalige Eisenbahnbrücke)                      | Bogenbrücke   | Beton      | 25         | 388          | Die gewölbte Betonbrücke von 1895 wurde im Zuge der Verlängerung der Seetalbahn von Lenzburg nach Wildegg gebaut. Nach der Betriebseinstellung diese Strecke wurde auf dem stillgelegten Bahntrassee das Projekt «Radwanderroute Aabach» realisiert. Das Bauwerk wurde 2016 saniert. |
|      | Wehr-Brücke                        | Lenzburg |      | Fussgängerbrücke                                                            | Balkenbrücke  | Beton      | 10         | 387          | |

### Unteres Aargauer Seetal
24 Übergänge überqueren den Bach von Niederlenz bis Wildegg.
| Bild | Name                              | Ort        | Lage | Funktion                                                                                                 | Konstruktion     | Material    | Länge in m | Höhe m ü. M. | Bemerkungen |
| ---- | --------------------------------- | ---------- | ---- | --- | ---------------- | ----------- | ---------- | ------------ | --- |
|      | Aabach-Viadukt (Autobahn A1)      | Niederlenz |      | Autobahnbrücke (sechsspurig), wobei je eine Spur als Ein- und Ausfahrt zum Anschluss «51 Lenzburg» dient | Balkenbrücke     | Beton       | 350        | 384          | Der von 1962 bis 1964 erstellte Viadukt wurde 1966 in Betrieb genommen. 2011 wurde das Bauwerk saniert und verbreitert. Höchstgeschwindigkeit 120 km/h Das Bauwerk überquert auch die Hauptstrasse 26 und zwei Lokalstrassen. |
|      | Brücke bei Fabrikmatten           | Niederlenz |      | Strassenbrücke (zweispurig)                                                                              | Balkenbrücke     | Beton       | 10         | 383          | Kein Zutritt für Unbefugte! Die private Zufahrt zum Gebäude Lenzburgerstrasse 8 ist durch eine elektrische Metallbarriere geregelt.                                                                                           |
|      | IBA Automobile Parkplatz-Übergang | Niederlenz |      | Parkplatz                                                                                                | Balkenbrücke     | Beton       | 8          | 382          | |
|      | Gebäude Lenzburgerstrasse 2.9     | Niederlenz |      | Gebäude-«Brücke»                                                                                         | Bachdurchlass    | Beton       | 8          | 382          | Das Gebäude wurde 1949 erstellt. Im Erdgeschoss befindet sich die Pizzeria da Maurizio. |
|      | Übergang bei Hetex                | Niederlenz |      | Strassenbrücke (zweispurig) mit Trottoir                                                                 | Bachdurchlass    | Beton       | 6          | 382          | |
|      | Gebäude Lenzburgerstrasse 2.5     | Niederlenz |      | Gebäude-«Brücke»                                                                                         | Bachdurchlass    | Beton       | 8          | 380          | Das Gebäude wurde 1946 erstellt. |
|      | Parkplatz-Brücke                  | Niederlenz |      | Parkplatz                                                                                                | Balkenbrücke     | Beton       | 6          | 380          | |
|      | Brücke beim Tulpenweg             | Niederlenz |      | Strassenbrücke (zweispurig) mit Rohrleitungen unterhalb der Fahrbahn                                     | Balkenbrücke     | Beton       | 7          | 377          | |
|      | Gebäude Hauptstrasse 4.1          | Niederlenz |      | Gebäude-«Brücke»                                                                                         | Bachdurchlass    | Beton       | 8          | 377          | Das Gebäude wurde 1942 erstellt. |
|      | Brücke bei Hauptstrasse           | Niederlenz |      | Strassenbrücke (zweispurig)                                                                              | Balkenbrücke     | Beton       | 10         | 376          | |
|      | Unterer Brunnrain-Steg            | Niederlenz |      | Fussgängerbrücke                                                                                         | Balkenbrücke     | Beton       | 20         | 376          | Der Steg wurde 2014 erstellt. Übergang überquert eine Insel. |
|      | Dorfrain-Brücke                   | Niederlenz |      | Strassenbrücke (zweispurig) mit Trottoirs und Fussgängerstreifen                                         | Balkenbrücke     | Beton       | 15         | 376          | Die Brücke wurde 2014 erstellt. Höchstgeschwindigkeit 30 km/h |
|      | Mühle-Steg                        | Niederlenz |      | Fussgängerbrücke                                                                                         | Balkenbrücke     | Beton       | 8          | 376          | Der Steg wurde 2013 erstellt. Metallpoller dient als Durchfahrtssperre. Wanderweg |
|      | Mühlestrasse-Brücke               | Niederlenz |      | Strassenbrücke (zweispurig) mit Trottoirs                                                                | Balkenbrücke     | Beton       | 12         | 374          | Die Brücke wurde 2013 erstellt. Höchstgeschwindigkeit 30 km/h |
|      | Stampfimatt-Brücke                | Niederlenz |      | Strassenbrücke (zweispurig)                                                                              | Balkenbrücke     | Beton       | 22         | 370          | Höchstgeschwindigkeit 50 km/h Zufahrt zum Lidl-Parkplatz. |
|      | Brücke beim Lidl                  | Niederlenz |      | Fussgängerbrücke                                                                                         | Bogenbrücke      | Stein       | 10         | 370          | Fussweg zur Lidl-Filiale. |
|      | Übergang beim Lidl                | Niederlenz |      | Fussgängerbrücke                                                                                         | Gebäude-«Brücke» | Holz        | 12         | 370          | Gedeckte Fussgänger-Passerelle |
|      | Steg bei Neumatte                 | Niederlenz |      | Fussgängerbrücke                                                                                         | Balkenbrücke     | Beton       | 15         | 366          | Wanderweg |
|      | Iseredliweg-Steg                  | Niederlenz |      | Fussgängerbrücke                                                                                         | Balkenbrücke     | Holz        | 6          | 361          | Übergang beim Stauwehr des Hornikanals, dem Werkkanal einer Manufaktur in Wildegg. Wanderweg |
|      | Wildeggerstrasse-Brücke           | Niederlenz |      | Strassenbrücke (zweispurig) mit Velostreifen und Trottoir 248                                            | Bogenbrücke      | Stein       | 10         | 356          | Die Steinbogenbrücke wurde um 1838 erstellt. Höchstgeschwindigkeit 60 km/h RBL-Buslinen 382 (Lenzburg–Mägenwil) und N82 (Lenzburg–Othmarsingen)                                                                               |
|      | Steg bei Hornizopf                | Wildegg    |      | Fussgängerbrücke                                                                                         | Balkenbrücke     | Holz        | 10         | 352          | Die Brücke wurde 1991 erstellt. |
|      | Bruggerstrasse-Brücke             | Wildegg    |      | Strassenbrücke (zweispurig) mit Velostreifen und Trottoirs 112                                           | Balkenbrücke     | Beton       | 12         | 352          | Höchstgeschwindigkeit 50 km/h Veloland-Route 56 Seetal–Bözberg (Etappe 2 Lenzburg–Stein AG) Wanderland-Route 42 Aargauer Weg (Etappe 3 Aarau–Brugg)                                                                           |
|      | SBB-Brücke                        | Wildegg    |      | Eisenbahnbrücke (sieben Gleise)                                                                          | Bogenbrücke      | Stein Beton | 30         | 352          | Höchstgeschwindigkeit 110 km/h Bahnstrecke Rupperswil–Killwangen-Spreitenbach; überquert zugleich die Kantonsstrasse 472 |
|      | Langmatt-Brücke                   | Wildegg    |      | Strassenbrücke (zweispurig) mit Rohrleitungen an der Brückenwand und unterhalb der Brücke                | Balkenbrücke     | Beton       | 20         | 348          | Sackgasse Höchstgeschwindigkeit 50 km/h Zufahrt zur ARA Langmatt. Wanderweg |